# Mohammed Kadiri
Abdul Mohammed Kadiri (Obuasi, 1996. március 7. –) ghánai labdarúgó, a Budapest Honvéd játékosa.

## Pályafutása

### Klubcsapatokban
Kadiri a ghánai Ashanti Gold akadémiáján nevelkedett. 2016 nyarán az osztrák élvonalbeli Austria Wien csapata szerződtette, a klub színeiben pályára lépett a 2017–2018-as Európa-liga csoportkörében is, ahol mind a hat mérkőzést végigjátszotta. 2019-ben az ukrán élvonalbeli Dinamo Kijev játékosa lett, mellyel a 2019–2020-as szezonban ukrán kupa- és szuperkupagyőzelmet ünnepelt. 2022 februárban a Budapest Honvéd kölcsönjátékosa lett, február 18-án egy Mezőkövesd elleni mérkőzésen debütált az NB1-ben.

### Válogatott
2016 nyarán Ávrám Grant szövetségi kapitány meghívót küldött neki a ghánai válogatott Mauritius elleni afrikai nemzetek kupája selejtezőmérkőzésre készülő keretébe. A mérkőzésen végül nem lépett pályára.

## Sikerei, díjai
- Dinamo Kijev
  - Ukrán kupagyőztes: 2019–20
  - Ukrán szuperkupagyőztes: 2020

## Magánélete
Édesapja Ghána Északi régiójának királya. Hat testvére van, közülük ketten szintén labdarúgók.